# 迪彭贝克
迪彭贝克（荷蘭語：Diepenbeek，荷蘭語發音：[ˈdipə(n)ˌbeːk] ⓘ）是比利时弗拉芒大區林堡省哈瑟爾特區的一个市镇，通行荷蘭語，是弗拉芒社群的一部分，面积41.19平方千米，人口19,137人（2018年1月1日）。